# Gaultheria minuta
Gaultheria minuta är en ljungväxtart som beskrevs av Elmer Drew Merrill. Gaultheria minuta ingår i släktet Gaultheria och familjen ljungväxter. Inga underarter finns listade i Catalogue of Life.